# Hermann (Teig)

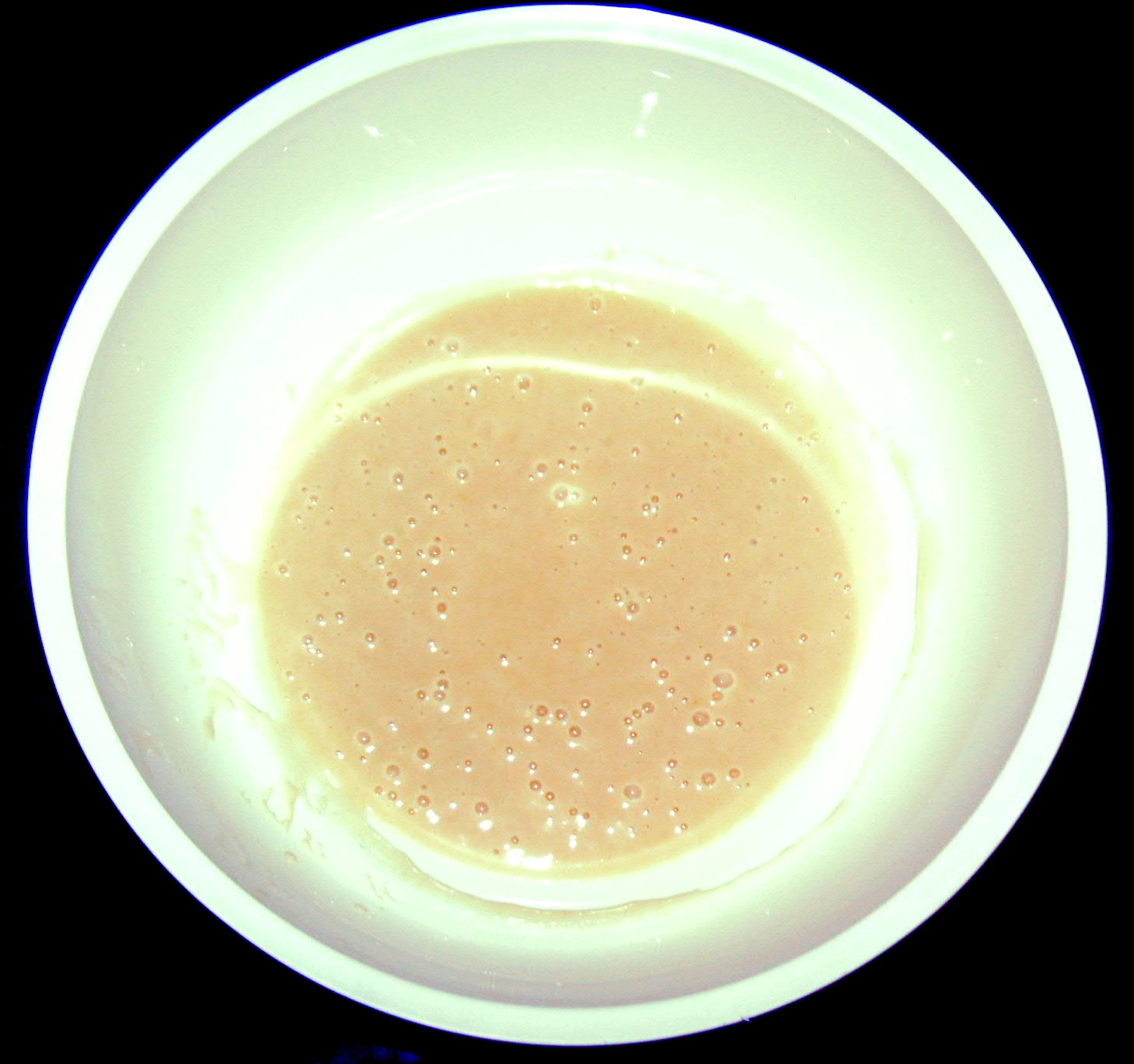
Frisch angesetzter Hermann-Teig

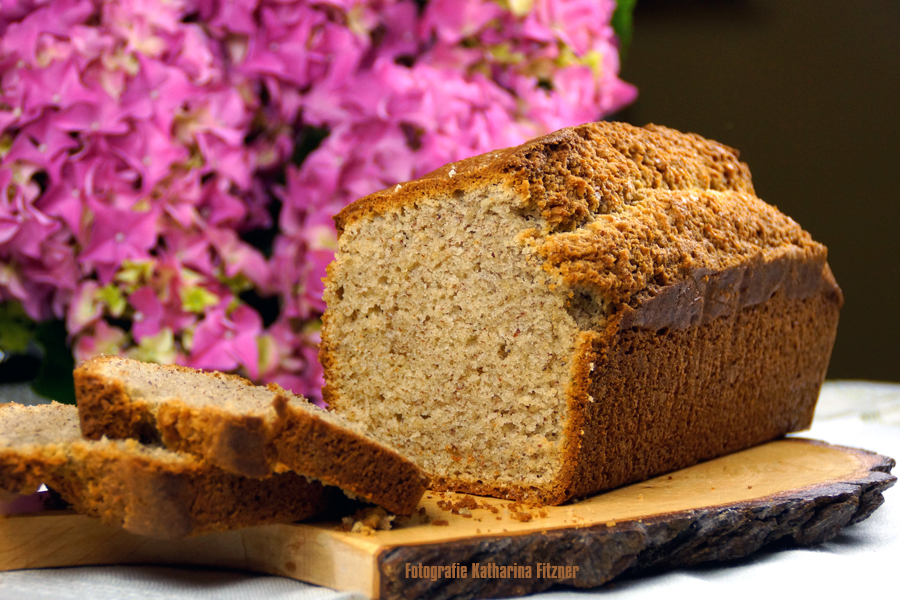
Süßes Franziskus-Brot

Hermann, auch Glückskuchen, Glücksbrot und Vatikanbrot genannt, ist ein Sauerteigansatz aus Weizen- oder Roggenmehl, der Milchsäurebakterien, Hefe und ein wenig Milch, Pflanzenöl oder Wasser enthält. Der Teig ist die Grundlage für die sogenannten Hermannkuchen, kann aber auch in anderen Backwaren verwendet werden. Das Besondere daran ist, dass sich der Ansatz für den Hefeteig durch Fütterung vermehrt und dabei stabil bleibt. Das liegt an enzymatischen Reaktionen der Hefepilze, die den Teig verändern. Eine ähnliche enzymatische Reaktion ist an Kombucha beobachtbar.
Dem Wesen nach sind solche Sauerteigansätze schon seit der Antike bekannt mit vergorener Milch und Mehl, gegebenenfalls unter Zusatz von Honig. 
In Deutschland existierten vorwiegend in bäuerlich geprägten Orten Gemeinschaftsbacköfen, in manchen Regionen Backes genannt, in denen der Wochenbedarf an Brot zu festen Terminen abgebacken wurde. Der Teigansatz konnte unbegrenzt verwendet und auch weitergegeben werden. Bäckerhefe wurde nicht verwendet, da natürlich vorhandene Hefesporen ausreichten.
Im deutschsprachigen Raum ist der Name Hermann(-Teig) spätestens seit den 1970er Jahren bekannt. Über die Ursprünge des Namens ist jedoch nichts Zuverlässiges bekannt. Üblicherweise erhält man den Teig von Freunden oder Bekannten zusammen mit Instruktionen, die in einem Hermann-Brief genannten Text zusammengefasst sind. Der Ursprung dieses Brauches ist ebenfalls ungeklärt, er entstand jedoch in der Zeit der deutschen Friedens- und Ökologiebewegung um 1980 und wurde als Kettenbrief weitergegeben.
Ein ähnlicher Teig ist in den USA unter dem Namen Amish Friendship Bread bekannt. Die Bezeichnung Friendship Bread geht auf ein Sauerteigbrot der Amischen (engl. Amish) zurück, die dieses Brot an Bedürftige verteilten. Das süße Kuchenrezept ist jedoch keine Erfindung der Amischen.